# Nishigaokastadion
Het Ajinomoto Field Nishigaoka (味の素フィールド西が丘), oorspronkelijk Nishigaoka voetbalstadion (国立西が丘サッカー場), in 2012 werd Ajinomoto toegevoegd aan de naam, is een multifunctioneel stadion in Kita, een stad in de buurt van Tokio, de hoofdstad van Japan. Het stadion wordt vooral gebruikt voor voetbalwedstrijden, de voetbalclub FC Tokyo U-23 maakte gebruik van dit stadion. In het stadion is plaats voor 9.740 toeschouwers. Het stadion werd geopend in 1977.

## Afbeeldingen

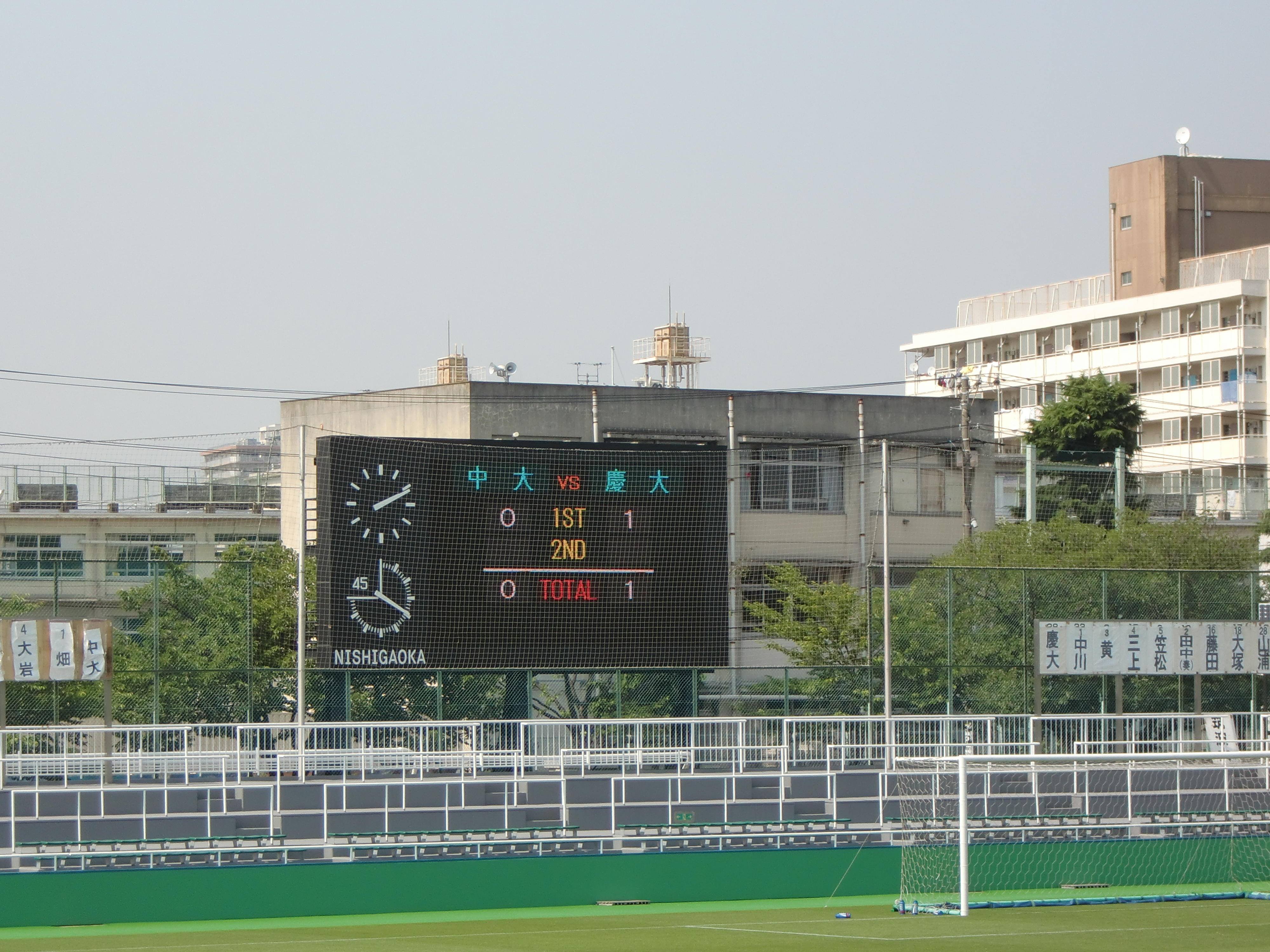
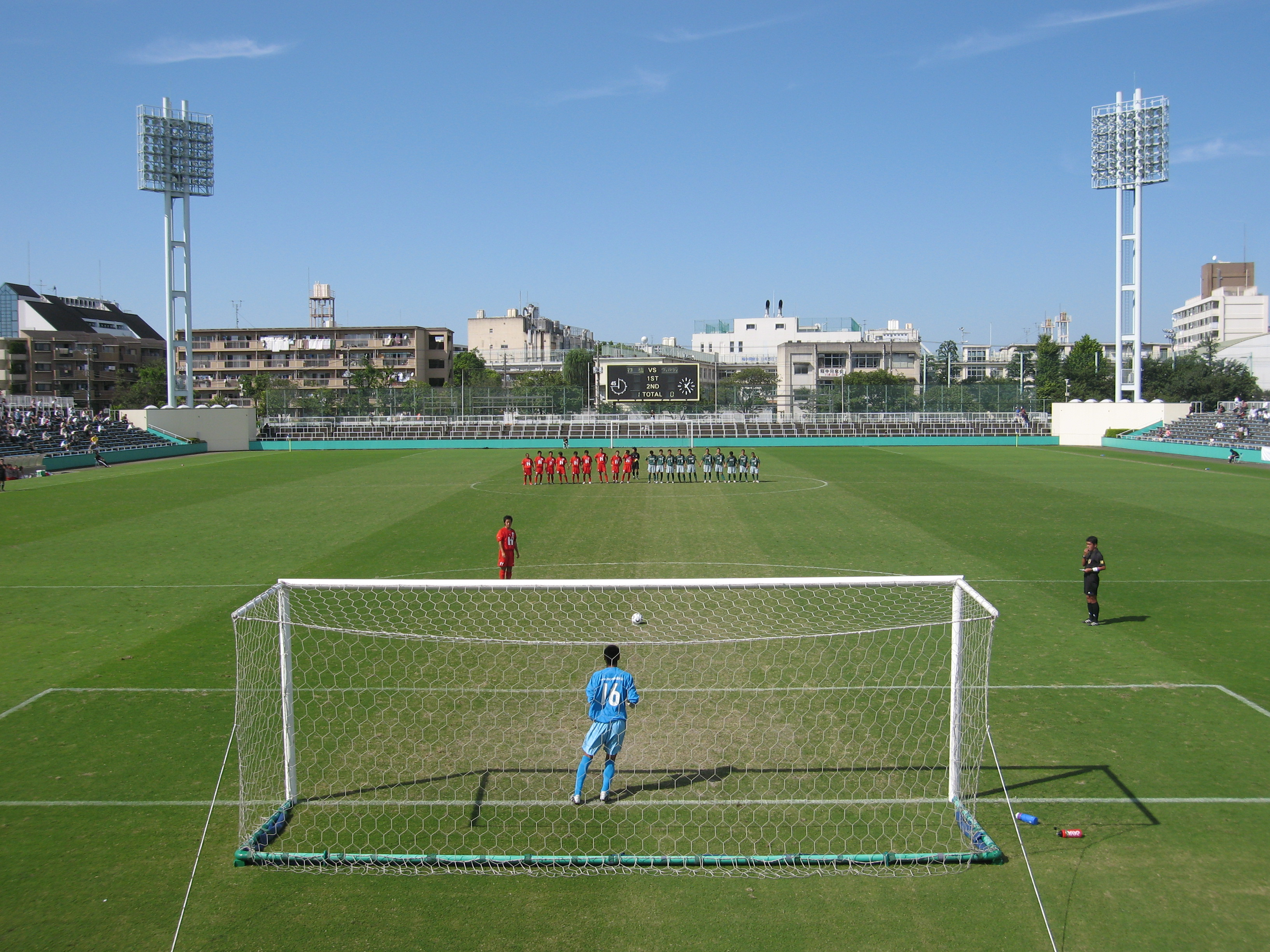